# هنري الأول، دوق غيز
هنري الأول دي لورين، دوق غيز، أمير جوانفيل، وكونت أو ((بالفرنسية: Henri Ier de Lorraine) 31 ديسمبر 1550 – 23 ديسمبر 1588)؛ والمعروف أحيانًا باسم Le Balafré («ذو الندبة»)، كان الابن الأكبر لوالديه فرانسوا دوق غيز وآنا داستي، كان جداه من جهة الأم إركولي الثاني داستي دوق فيرارا ورينيه الفرنسية، ومن خلال جده لأمه، كان من نسل لوكريتسيا بورجيا ابنة البابا ألكسندر السادس.
بوصفه شخصية رئيسية في الحروب الفرنسية الدينية، كان أحد الأسماء الثلاثة التي سُميت بها حرب الهنريات الثلاث، وقد كان خصمًا شرساً للملكة الأم كاترين دي ميديشي، وقد اغتيل هنري على يد الحرس الشخصي لابنها هنري الثالث ملك فرنسا.

## حياته المبكرة
وُلد هنري في 31 ديسمبر 1550 باعتباره الابن الأكبر لوالديه فرانسوا لورين دوق غيز أحد أهم نبلاء فرنسا، وآنا داستي ابنة دوق فيرارا.(ص.311)
في شبابه كان صديقًا لأمير هنري ملك فرنسا المستقبلي، وحاول بناءً على رغبة جاك دوق نيمور إقناع الأمير الشاب بالهرب معه في عام 1561 للانضمام إلى الفصيل الكاثوليكي المتشدد، مما أثار غضب والده وعمه.(ص.186) حين كان يبلغ الثانية عشرة من عمره حينما اغتيل والده فرانسوا، وورث هنري ألقاب والده، ومنها حاكم شمبانيا والمعلم الأكبر في البلاط الملكي الفرنسي في عام 1563.(ص.170)
كانت عائلة غيز وهنري شخصياً (الذي سيُشار إليه لاحقًا باسم غيز) يتوقان للانتقام من غاسبار الثاني دي كوليني، الذي اعتبروه المسؤول عن اغتيال والده.(ص.168) ولهذا السبب حاول هو وعمه شارل، كاردينال لورين استعراض القوة عند دخولهم باريس عام 1564، لكن دخولهم انتهى بمحاصرتهم في مقر إقامتهم واضطروا للاستسلام،(ص.173) وفي عام 1566 عندما أجبر التاج الملكي شارل بمدينة مولان على قبول "قبلة السلام" مع كوليني لإنهاء النزاع، رفض غيز الحضور.(ص.187) كما تحدى كوليني والكندسطبل آن دي مونتمورنسي في مبارزات، لكن كليهما رفضا.(ص.187)
وبعد ذلك لم يعد مرحبًا به في البلاط الملكي، قرر هو وشقيقه شارل، دوق مايين الانضمام إلى الحملة الصليبية ضد الدولة العثمانية في المجر، وخدما تحت قيادة خالهما ألفونسو الثاني ديستي، دوق فيرارا برفقة 350 رجلًا،(ص.187) ومنذ سبتمبر 1568 بلغ سن الرشد بالتزامن مع عودة عائلة غيز إلى مركز السياسة الفرنسية بعد إعادة عمه إلى مجلس الملك الخاص.(ص.187)

## الدخول في السياسة
شارك غيز بنشاط عسكري في الحربين الثانية والثالثة من الحروب الدينية، حيث قاتل في معركة سان دوني عام 1567، ومعركة جارناك عام 1569، ودافع بنجاح عن بواتييه أثناء حصارٍ الأدميرال كوليني.(ص.187) وأُصيب في معركة مونكونتور.
في عام 1570 انتهت الحرب الثالثة باتفاق صلح سان جيرمان أون ليه، الذي نص على زواج بين ملك نافارا البروتستانتي (الملك هنري الرابع لاحقًا) وشقيقة الملك مارغريت لضمان الاستقرار،(ص.189) خلال هذه الفترة بدأ غيز علاقة غرامية مع شقيقة الملك، ويبدو أنه كان يطمح إلى الزواج منها، وسرعان ما انتشر الأمر في البلاط.(ص.189) وعندما اكتشف شقيقا مارغريت، شارل التاسع ودوق أنجو هذه العلاقة، غضبا واعتديا على شقيقتهما،(ص.280) واقترح البعض اغتيال غيز كعقوبة، لكن تقرر نفيه من البلاط بسبب تصرفاته،(ص.189) وفي 3 أكتوبر، تزوج من كاثرين دي كليف، مما منحه لقب كونت أو من خلال ميراثها.(ص.190)
أثناء عقد القران في أغسطس 1572 بين ملك نافارا ومارغريت إلى تواجد غالبية القادة البروتستانت في باريس. وبعد الزفاف بوقت قصير تعرّض كوليني الذي نادراً ما زار العاصمة لمحاولة اغتيال أصيب فيها بكتفه. وكان غيز من المشتبه بهم الرئيسيين في الحادث، بسبب عداوته الطويلة معه.
ومع تدهور الوضع في باريس خلال الأيام التالية، خطط المجلس الملكي ونفذ عملية تصفية للقيادة البروتستانتية في باريس، والتي تصاعدت لتصبح مجزرة سان بارثولوميو. وخلال المجزرة، أشرف غيز على قتل كوليني، وحاول - دون جدوى - القبض على أهداف أخرى، لكنه عبّر عن استيائه من تحول العملية إلى مذبحة شاملة، وقام بحماية بعض البروتستانت الفارين في مقر إقامته.(ص.217–218)
عندما استؤنفت الحروب الدينية لاحقًا، أُصيب غيز في معركة دورمان، ومنذ ذلك الحين أصبح يُعرف مثل والده، باسم ذو الندبة (Le Balafré)؛ وبفضل سمعته الجذابة والعسكرية، أصبح شخصية بطولية في نظر السكان الكاثوليك المتشددين في فرنسا، كخصم شرس للهوغونوت.

## الرابطة الكاثوليكية
في عام 1576، أسّس الرابطة الكاثوليكية. وساءت علاقاته بشكل متزايد مع صديقة القديم والملك الجديد هنري الثالث (وكان سابقًا دوق أنجو)، مما خلق صراعًا جديدًا عُرف بحرب الهنريات الثلاث (1584–1588).

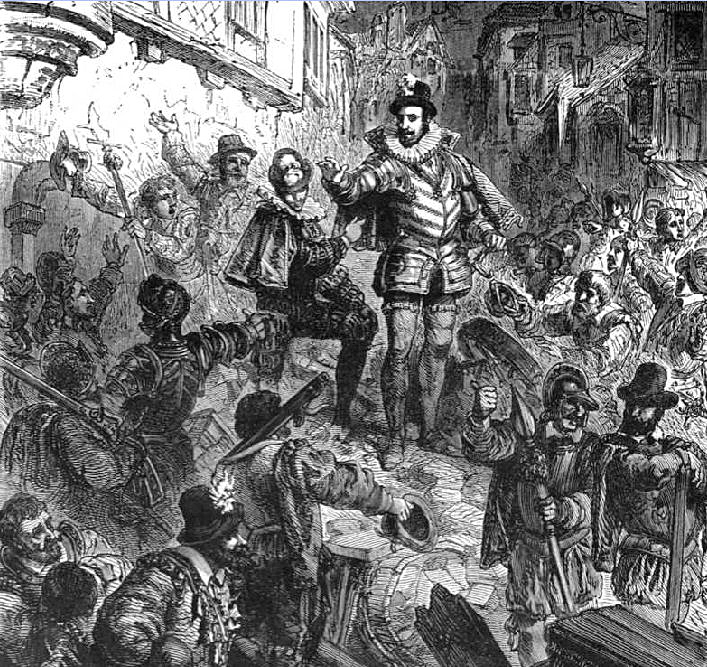
دوق غيز خلال يوم المتاريس، بريشة بول لوغر، القرن 19

وعندما توفي فرانسوا دوق أنجو في عام 1584 شقيق الملك (أصبح ملك نافارا، الزعيم البروتستانتي، الوريث المفترض للعرش)؛ وقّع غيز معاهدة جوانفيل مع فيليب الثاني ملك إسبانيا. وقد نص هذا الاتفاق على أن كاردينال بوربون يجب أن يخلف الملك هنري، بدلاً من ابن شقيقه ملك نافارا، وبعدها انحاز الملك هنري إلى الرابطة الكاثوليكية (1585)، التي خاضت حربًا ناجحة ضد البروتستانت، وأرسل غيز ابن عمه شارل، دوق أومال لقيادة انتفاضة في بيكاردي (والتي كان يمكن أن تدعم انسحاب الأرمادا الإسبانية)؛ وعندما شعر هنري بالخطر، أمر غيز بالبقاء في شامبانيا، لكن غيز تحدى الأمر، ودخل باريس في 9 مايو 1588، مما أدى إلى تحدٍ صريح للسلطة الملكية في يوم المتاريس، وأجبر الملك على الفرار.

## الاغتيال

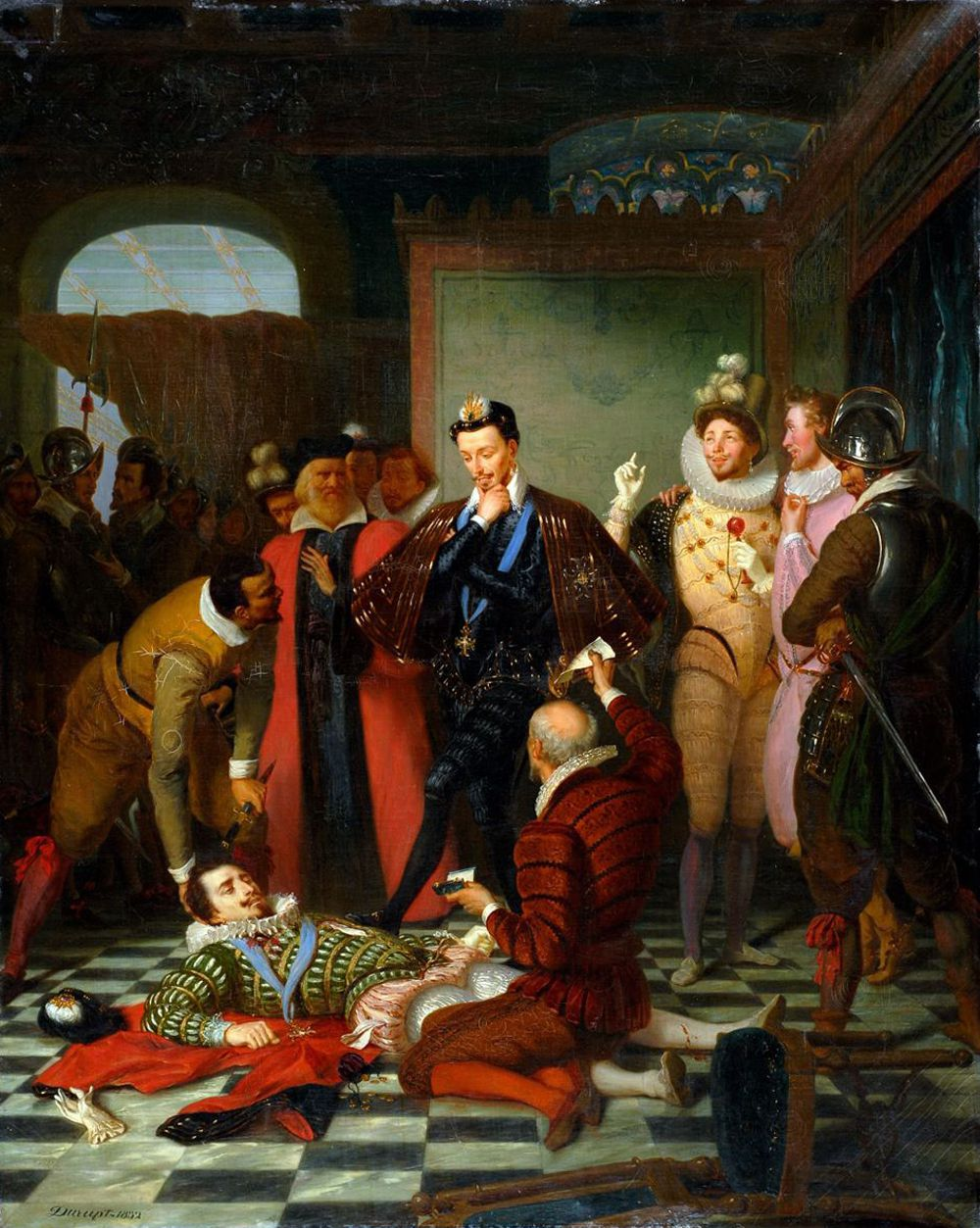
اغتيال هنري الأول، دوق غيز، على يد هنري الثالث، سنة 1588. لوحة لتشارلز ديوروب، في قصر بلوا، حيث وقعت الجريمة.

خلال تلك المرحلة سيطرت الرابطة على فرنسا، واضطر الملك إلى الرضوخ لمطالبها، وعيّن غيز قائدًا عامًا لفرنسا، لكن الملك هنري رفض أن يُعامل كدمية بيد الرابطة، وقرر توجيه ضربة جريئة، في 22 ديسمبر 1588بعد قضاء غيز ليلته مع عشيقته شارلوت دو سوف، وهي من أبرز وأشهر أعضاء مجموعة الجواسيس الإناث التابعة لـكاترين دي ميديشي المعروفة باسم "السرب الطائر"،(ص.277) وفي صباح اليوم التالي بقصر بلوا، استُدعي غيز إلى لقاء مع الملك، وفور وصوله اغتاله "الحرس الخمسة والأربعون" الحُرس الشخصيين للملك، بحضوره،(ص.277–278) وقد اغتيل شقيقه لويس الثاني كاردينال غيز في اليوم التالي. وأثارت هذه الجريمة غضبًا عارمًا بين أقارب غيز وأنصاره، مما اضطر للملك هنري إلى الاحتماء بملك نافارا، وفي العام التالي اغتيل هنري على يد جاك كليمان، أحد عملاء الرابطة الكاثوليكية.
وفقًا لكاتب بلطاسار غراسيان في كتابه مرآة الجيب للأبطال، فقد قيل ذات مرة عنه لهنري الثالث: "يا مولاي، إنه رجلٌ يفعل الخير من أعماق قلبه: فمن لم ينله عطاؤه، بلغه أثره كضوءٍ ينسكب من مرآة، يفيض حتى في انعكاسه، فإذا عزّ عليه الفعل، عوّضه بالكلمة الطيبة، تسري في النفوس، لا يوجد زفاف لا يزينه، ولا معمودية لا يكون فيها عرّابًا، ولا جنازة لا يحضرها؛ إنه مهذب، إنساني، كريم، يُكرم الجميع ولا ينتقص من أحد، باختصار، هو ملك بالمحبة قلوب، كما أن جلالتكم ملك بالقانون."

## الذرية

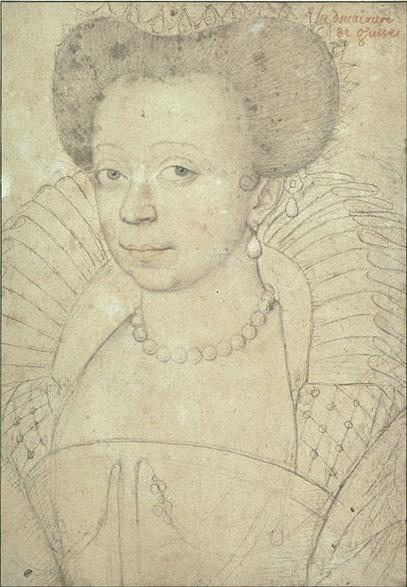
كاثرين دي كليف

تزوج في 4 أكتوبر 1570 من كاثرين من كليفز، كونتيسة أو ابنة فرانسوا الأول دوق نيفير؛ وأنجبت له أربعة عشر ابنا:-
1. شارل الأول دوق غيز (1640-1571).
2. هنري (30 يونيو 1572 - 3 أغسطس 1574).
3. كاثرين (3 نوفمبر 1574).
4. لويس الثالث كاردينال غيز (1621-1575)؛ رئيس أساقفة ريمس.
5. شارل (1 يناير 1576).
6. ماري (1 يونيو 1577 - 1582).
7. كلود دوق شيفريو (1657-1578)؛ تزوجت من ماري دي روهان.
8. كاثرين (29 مايو 1579).
9. كريستين (21 يناير 1580).
10. فرانسوا (14 مايو 1581 - 29 سبتمبر 1582).
11. رينيه (1585 - 13 يونيو 1626)؛ راهبة.
12. جين (31 يونيو 1586 - 8 أكتوبر 1638)؛ راهبة.
13. لويز مارغريت (1588 - 30 أبريل 1631)؛ تزوجت من فرانسوا أمير كونتي.
14. فرانسوا ألكسندر (7 فبراير 1589 - 1 يونيو 1614)؛ أحد فرسان مالطة.